# Anggie Ann Bryan
Anggie Ann Bryan (San Andrés, Colombia, 1989) es una modelo afrocolombiana, que participó en el reality Colombia's Next Top Model, del Canal Caracol. Fue elegida por los televidentes para hacer parte de las Chicas Águila 2013.

## Carrera
Estudió Administración de Negocios en la Universidad Eafit de Medellín, cursó una especialización en administración. Es estudiante de conducción para televisión en Miami.

## Filmografía
- 2013: Colombia's Next Top Model[4][5] - Finalista.

## Chicas Águila 2013
Anggie hizo parte del grupo de las cuatro "Chicas Águila 2013". Los demás miembros fueron Mónica, Liseth Henao y Claudia Lorena Castro.